# Палацоло дел Стела
Палацоло дел Стела (итал. Palazzolo dello Stella) је насеље у Италији у округу Удине, региону Фурланија-Јулијска крајина.
Према процени из 2011. у насељу је живело 2544 становника. Насеље се налази на надморској висини од 2 м.

## Становништво
Према резултатима пописа становништва 2011. у општини је живело 3.008 становника.
| 1936. | 1951. | 1961. | 1971. | 1981. | 1991. | 2001. | 2011. |
| ----- | ----- | ----- | ----- | ----- | ----- | ----- | ----- |
| 3.320 | 4.146 | 3.979 | 3.553 | 3.579 | 3.238 | 3.036 | 3.008 |

## Партнерски градови
- Gratkorn